# Spin Master
Spin Master es una empresa canadiense global de juguetes y entretenimiento que comercializa productos de consumo para niños. Sus marcas incluyen Bakugan , Gund, Etch A Sketch, Erector Set de Meccano, Air Hogs, PAW Patrol, The Adventures Of Piujus, Aquadoodle, Tech Deck, Hatchimals y Zoomer. Spin Master emplea a más de 1600 personas en todo el mundo con oficinas en Canadá, Estados Unidos, México, Francia, Italia, Reino Unido, Eslovaquia, Polonia, Alemania, Suecia, Países Bajos, China, Hong Kong, Japón, Vietnam y Australia.
Desde 2002, Spin Master ha recibido 92 nominaciones al TIA Toy of the Year (TOTY) con 28 victorias en una variedad de categorías de productos, incluidas 13 nominaciones TOTY al Juguete innovador del año, más que cualquier otra compañía de juguetes. A partir de 2021, Chase, el cachorro policía, y Marshall, el cachorro bombero, dos personajes de PAW Patrol, son las mascotas de la empresa.

## Historia
Tres amigos de la universidad de Western Ivey Business School, Ronnen Harary, Anton Rabie y Ben Varadi, fundaron Spin Master con $ 10,000 en Toronto en 1994. El primer producto de la compañía, Earth Buddies, fue una pequeña cabeza hecha de pantimedias Kmart y semillas de hierba, que creció "cabello" cuando se regó. Earth Buddy vendió más de 26,000 unidades.
El primer gran éxito de Spin Master se produjo en 1998 con el lanzamiento de la marca Air Hogs y su primer artículo, el Sky Shark. Desarrollado a partir del prototipo proporcionado por los inventores John Dixon y Peter Manning, el Sky Shark era un avión de espuma que utilizaba aire comprimido para permitir el vuelo al aire libre. El desarrollo del producto tomó más de dos años y más de $ 500,000,  pero terminó generando $ 103 millones en ingresos en los próximos años. El Sky Shark puso a Spin Master en el mapa, convirtiéndose en uno de los juguetes más populares del mundo y ganándose un lugar en la televisión diurna Regis y Kathie Lee junto con otros medios internacionales.
La compañía, que había crecido a 28 empleados en 1999, le dijo al LA Times que ya estaban "evaluando 1,000 inventos al año". Habían mudado su cadena de suministro de fabricación a Hong Kong en 1998 y estaban listos para surgir como un nuevo nombre en la industria del juguete. 
La compañía obtuvo otro éxito en 1999, con Flix Trix Finger Bikes, una serie de réplicas de bicicletas BMX de 1/2 pulgada. En 2003, la compañía realizó su primera adquisición corporativa comprando Bounce 'Round, una compañía que creó versiones reducidas de los castillos inflables hinchables. En los siguientes años, Spin Master abrió oficinas en los EE. UU., Japón y Europa occidental. 
En 2008, Spin Master lanzó la franquicia Bakugan Battle Brawlers, un juego de cartas desarrollado junto con Sega Toys, con bolas de plástico que se abrieron para revelar personajes de estilo anime. Bakugan alcanzó casi $ 1 mil millones en ventas anuales.
Bajo el liderazgo de Harary, Spin Master Entertainment lanzó con Bakugan Battle Brawlers la serie animada de televisión de acción y aventura bajo la dirección de Mitsuo Hashimoto. Hasta la fecha, Spin Master Entertainment ha desarrollado seis series de televisión con más de 400 episodios acumulativos. Abby Hatcher, Fuzzly Catcher, el nuevo debut de la serie animada preescolar de Spin Master en Nickelodeon en enero de 2019 en los EE. UU. El espectáculo se centra en Abby y sus nuevos amigos los Fuzzlies, que son criaturas increíbles y extravagantes que viven en el hotel de su familia. Junto con su mejor amiga de Fuzzly, Bozzly, Abby emprende aventuras salvajes para arreglar los percances de Fuzzly y ayudarlos en todo lo que pueda.
En agosto de 2013, Spin Master adquirió el set de construcción Erector Set by Meccano. En junio de 2015, Spin Master celebró un acuerdo para adquirir Cardinal Industries, una empresa de juegos y rompecabezas de 60 años. La compra convirtió a Spin Master en la segunda compañía de juegos más grande de los EE. UU. Un mes después de anunciar que estaba comprando Cardinal, Spin Master hizo su oferta pública inicial en la Bolsa de Valores de Toronto.
En enero de 2016, Spin Master compró la biblioteca de juegos de mesa propiedad de Editrice Giochi SRL, una de las compañías privadas de juegos de juguetes más antiguas de Italia. En febrero de 2016, Spin Master compró las marcas Etch A Sketch y Doodle Sketch de The Ohio Art Company por un precio no revelado. En abril de 2016, Spin Master compró a los fabricantes de juguetes digitales Toca Boca y Sago Mini del grupo Bonnier de Suecia. En agosto de 2016, Spin Master se diversificó en la categoría de deportes acuáticos y al aire libre mediante la adquisición de la corporación Swimways.
En 2017, Spin Master adquirió Marbles, una empresa conocida por crear juegos, regalos y artilugios y el fabricante de Otrio; Aerobie, un productor líder de discos voladores al aire libre y juguetes deportivos; y Perplexus, un Spin Master de bola en un laberinto en 3D había estado distribuyendo desde 2013.
En marzo de 2018, Spin Master adquirió la marca de juguetes de peluche Gund, de 120 años.  Spin Master es ahora una compañía de $ 1.5 mil millones (ventas), que emplea a más de 1,600 personas en 16 países.
En 2024 Spin Master adquirió los derechos de la serie The Adventures Of Piujus y su marca de licencia de productos